# Сумці
Сумці́ —  село в Україні, у Лозівському районі Харківської області. Населення становить 83 осіб. Входить до складу Олексіївської сільської громади.

## Географія
Село Сумці знаходиться на лівому березі річки Кисіль, вище за течією на відстані 3 км розташоване село Новотроїцьке (Ізюмський район), нижче за течією на відстані 1 км розташоване село Берестки.

## Історія
- 1750 - дата заснування.

## Економіка
- Молочно-товарна ферма.